# Vagindra
Vagindra (též vaghintara, burjatsky вагиндрагийн үсэг) je abeceda vytvořená Agvanem Doržijevem z mongolského písma okolo roku 1905. Písmo bylo určeno k užívání pro Burjaty a posílení jejich vzájemnosti, projekt se však příliš neujal, fakticky bylo užíváno do roku 1910 (v burjatštině vagindrou bylo nakonec vydáno za zhruba pět let jen několik knih a pamfletů).
Písmo se skládá se znaků pro 7 samohlásek a 21 souhlásek, to doplňuje diakritika umožňující značit délku vokálu (čárka), palatalizaci (kroužek) a značky užívané pro přepis z ruštiny (tečka).